# رویداد یواس‌اس استارک
رویداد یواس‌اس استارک (انگلیسی: USS Stark incident) در ۱۷ مه ۱۹۸۷ و در خلال جنگ ایران و عراق روی داد. در این روز جت نیروی هوایی عراق دو فروند موشک اگزوسه به ناوچه آمریکایی یواس‌اس استارک (اف‌اف‌جی-۳۱) شلیک و آن را مورد هدف قرار می‌دهد. در این رخداد ۳۷ آمریکایی کشته و ۲۱ نفر مصدوم می‌شوند.